# Bernard al II-lea de Saxonia
Bernard al II-lea (n. 995 d.Hr. – d. 29 iunie 1059), membru al dinastiei Billungilor, a fost duce de Saxonia de la 1011 până la moarte.
Bernard era fiul ducelui Bernard I de Saxonia cu Hildegarda și abea, de asemenea, drepturi asupra unui comitat din Frizia.
Bernard a extins puterea ducelui pe cuprinsul Saxoniei și este reținut ca cel mai proeminent membru al Dinastiei Billungilor. Inițial, el a fost susținător al împăratului Henric al II-lea, pe care l-a însoțit în campania din Polonia și a participat la negocierile care au condus la tratatul de la Bautzen din 1018. În 1019–1020, el s-a răsculat și a obținut recunoașterea legilor tribale ale saxonilor, domeniu în care tatăl său eșuase. În continuare, a reluat războiul împotriva slavilor (obodriți și lutici) și, prin intermediul conducătorului acestora, Gottschalk (Godescalc), i-a adus în sfera sa de putere și influență.
Bernard l-a susținut pe Conrad al II-lea în 1024, ca și pe fiul acestuia, Henric al III-lea, cu toate că avea unele suspiciuni față de acesta din urmă din cauza relațiilor apropiate ale acestuia cu arhiepiscopul Adalbert de Bremen, un dușman implacabil al ducilor de Saxonia. Deși era un aliat incorigibil al danilor, în special în timpul războaielor lui Henric în Țările de Jos, Bernard s-a aflat pe punctul de a se răscula până a intervenit moartea lui Adalbert. Ca urmare, restul domniei sale a fost pașnic.
În 1045, el a edificat Alsterburg în Hamburg. A murit în 1059 și a fost succedat fără probleme de către fiul său Ordulf. Bernard se află înmormântat în Biserica Sfântului Mihail din Lüneburg.

## Căsătorie și urmași
Bernard al II-lea a fost căsătorit cu Eilika de Schweinfurt, fiică a lui Henric de Schweinfurt, cu care a avut următorii copii:
- Gertrude de Saxonia (n.c. 1030 – d. 4 august 1113), căsătorită mai întâi cu contele Floris I de Olanda, iar apoi cu contele Robert I de Flandra;
- Ordulf (n.c. 1020 – d. 28 martie 1072), căsătorit cu Ulfhilda sau Wulfhilda de Norvegia (n. cca. 1023 – d. 24 mai 1070), fiica regelui Olaf al II-lea al Norvegiei (Sfântul Olaf);
- Herman;
- Ida de Saxonia, căsătorită cu ducele Frederic de Lotharingia Inferioară, iar apoi cu contele Albert al III-lea de Namur.